# Паулу-Афонсу (водоспад)
Водоспади Паулу-Афонсу (порт. Cachoeira de Paulo Afonso) — серія порогів та трьох водоспадів в північно-східній Бразилії, на річці Сан-Франсиску уздовж межі між штатами Баїя та Алагоас.

## Географія
Розташовані за 305 км від гирла річки, та мають повну висоту 84 м та середню ширину 18 м. Звичайно вода більше не спадає вільно з великої висоти, оскільки велика гідроелектростанція і гребля перекрили річку. Проте, водоспад можна побачити знову під час повені, коли додатковий стік греблі відкритий. До загачування, водоспад у середньому пропускав близько 3 000 м³ води за секунду, максимальна витрата — 14 158 м³/с. За цим показником, водоспад займає 9-те місце в світі.